# Gioielleria per piercing

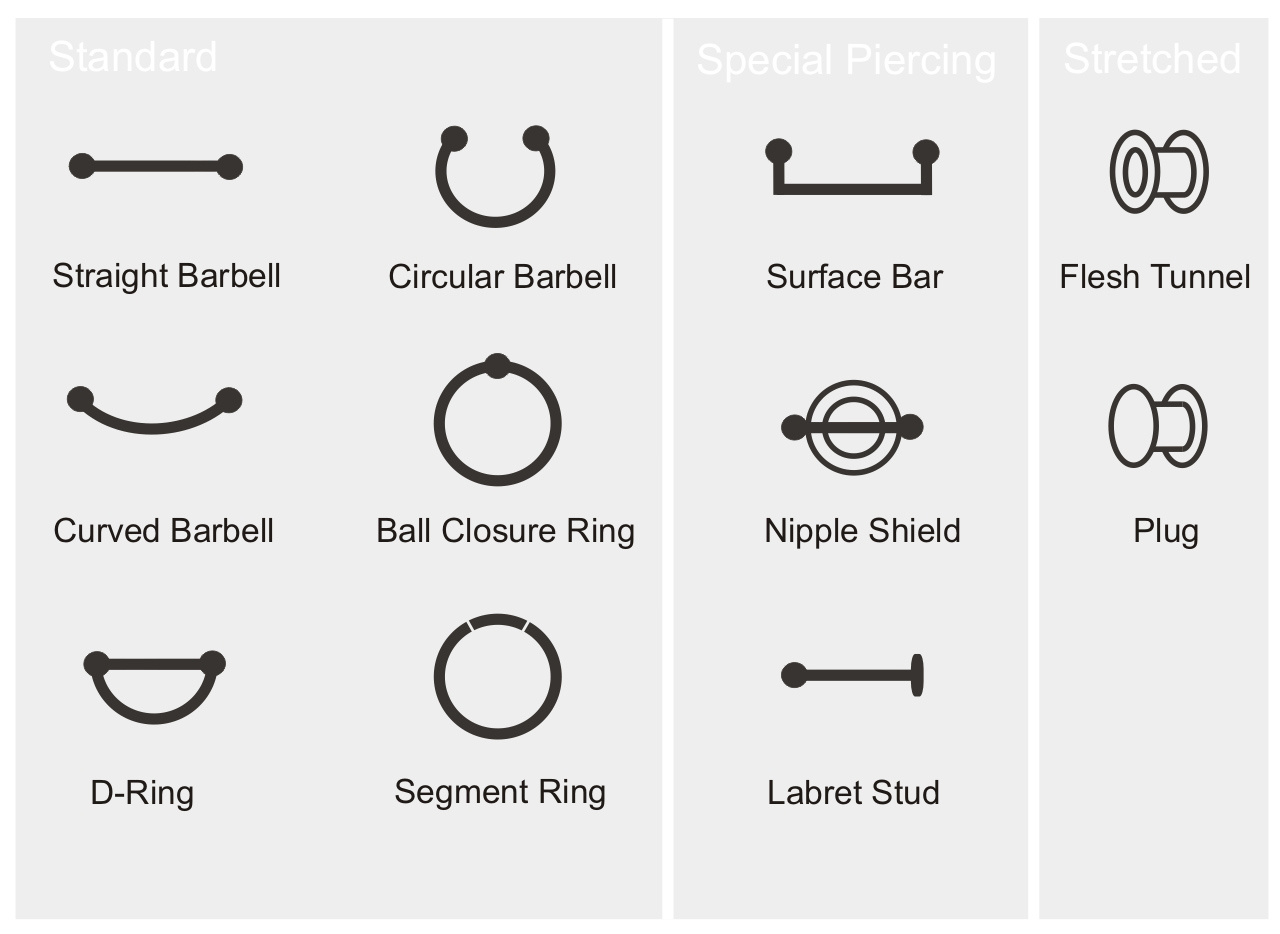
Gioielleria per piercing

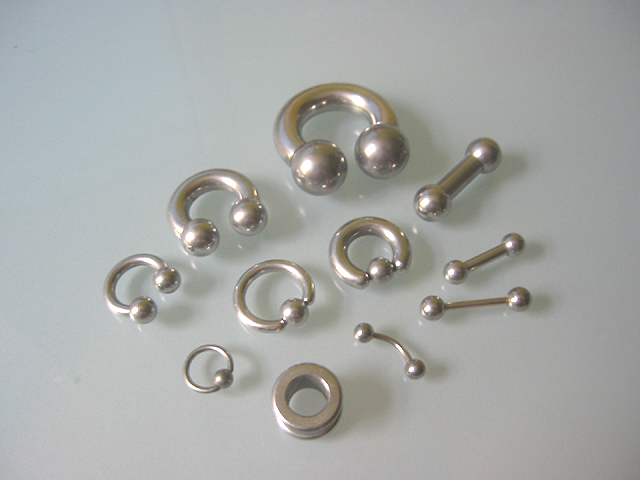
Vari tipi di gioielleria per piercing

La gioielleria per piercing è un tipo di gioielleria realizzata in fogge e con materiali appositi per poter essere usata nella pratica del piercing.

## Storia
In origine qualsiasi orecchino di forma circolare era utilizzato nella moderna pratica del piercing. Nel momento in cui tale pratica divenne qualcosa di più diffuso che non una pratica isolata, una vasta quantità di gioielleria dedicata al piercing divenne disponibile.
La gioielleria per piercing attualmente è costruita con materiali biocompatibili e inalterabili nel tempo e con forme tali da agevolare la guarigione ed essere confortevoli nell'inserimento e nell'uso quotidiano.

## Tipologia
La gioielleria per piercing comprende oggi:
- Bananabell o curved barbell: specifica barretta curva, utilizzata per il piercing all'ombelico.
- Barbell o straight barbell: barretta con due palline di bloccaggio alle estremità di varie lunghezze, utilizzata frequentemente nel piercing ai capezzoli, nel piercing all'orecchio che porta il nome industrial. Da questo tipo di gioiello derivano:
  - D-Ring: barretta a cui è aggiunto un segmento a forma di "D" inito alla barretta tramite degli occhielli, normalmente utilizzata per il piercing del capezzolo;
  - Nipple shield: gioiello di varie fogge, circolare, che circonda la base del capezzolo, fermato da una barretta, utilizzato nel piercing del capezzolo.
- Captive bead ring o ball closure ring: anello chiuso da una pallina, frequentemente utilizzato per il piercing del lobo, del setto nasale, del capezzolo e ai genitali.
  - Navel ring: variante del captive bead ring specificamente utilizzata nel piercing dell'ombelico. Spesso assume il nome di navel ring un comune ball closure ring indossato all'ombelico.
  - Nipple ring: nome assunto dal captive bead ring nel piercing del capezzolo.
  - Nose ring: così come per il navel ring e per il nipple ring, un captive bead ring utilizzato nel piercing del naso.
  - Segment ring: variante del ball closure ring chiuso, anziché da una pallina, da un segmento circolare che conferisce l'aspetto di un anello circolare.
- Circular barbell: anello aperto, con le estremità chiuse da due palline, utilizzato in alternativa al captive bead ring.
- Claw
- Spirale o Dilatatore
- Disco labiale: tipo di gioielleria utilizzato nella pratica tribale della dilatazione del piercing del labbro.
- Flesh tunnel: gioielli internamente vuoti, rappresentati normalmente da un segmento della stessa misura del foro chiuso all'estremità da due occhielli.
- Labret stud: utilizzata nei piercing facciali è una baretta con a una estremità terminale piatto per consentire di non irritare le gengive.
- Lucchetto: tipo di lucchetto appositamente realizzato in materiali biocompatibili, tale da poter essere utilizzato per l'inserimento in un foro di piercing, solitamente dilatato. Spesso (ma non necessariamente) associato a pratiche BDSM.
- Orecchino: classico gioiello realizzato appositamente per il piercing del lobo, in varie fogge (che possono comprendere tanto anelli quanto barrette) e materiali. Nel mondo occidentale il tipo di gioielleria per piercing più comune e diffusa.
- Plug: gioielli pieni che possono avere svariate forme, anche a chiocciola, così da consentire l'allargamento del foro.
- Prince's wand
- Stud
- Surface bar: baretta con angoli ripiegati ad angolo retto che viene utilizzata nei piercing superficiali.
- Tembetá
- Tusk

Sono in commercio inoltre piercing di "gioielleria genitale", ossia progettati specificatamente per essere indossati sui genitali o per accentuarli. In un senso più ampio anche alcuni copricapezzoli e butt-plug possono essere considerati gioielleria genitale. La gioielleria genitale include gli anelli vibranti e la gioielleria vaginale così come i piercing anali. Questi oggetti spesso sono a cavallo tra la gioielleria per piercing ed i giocattoli sessuali. La gioielleria genitale è disponibile per uomini e donne ed alcuni modelli possono essere indossati da entrambi i sessi.

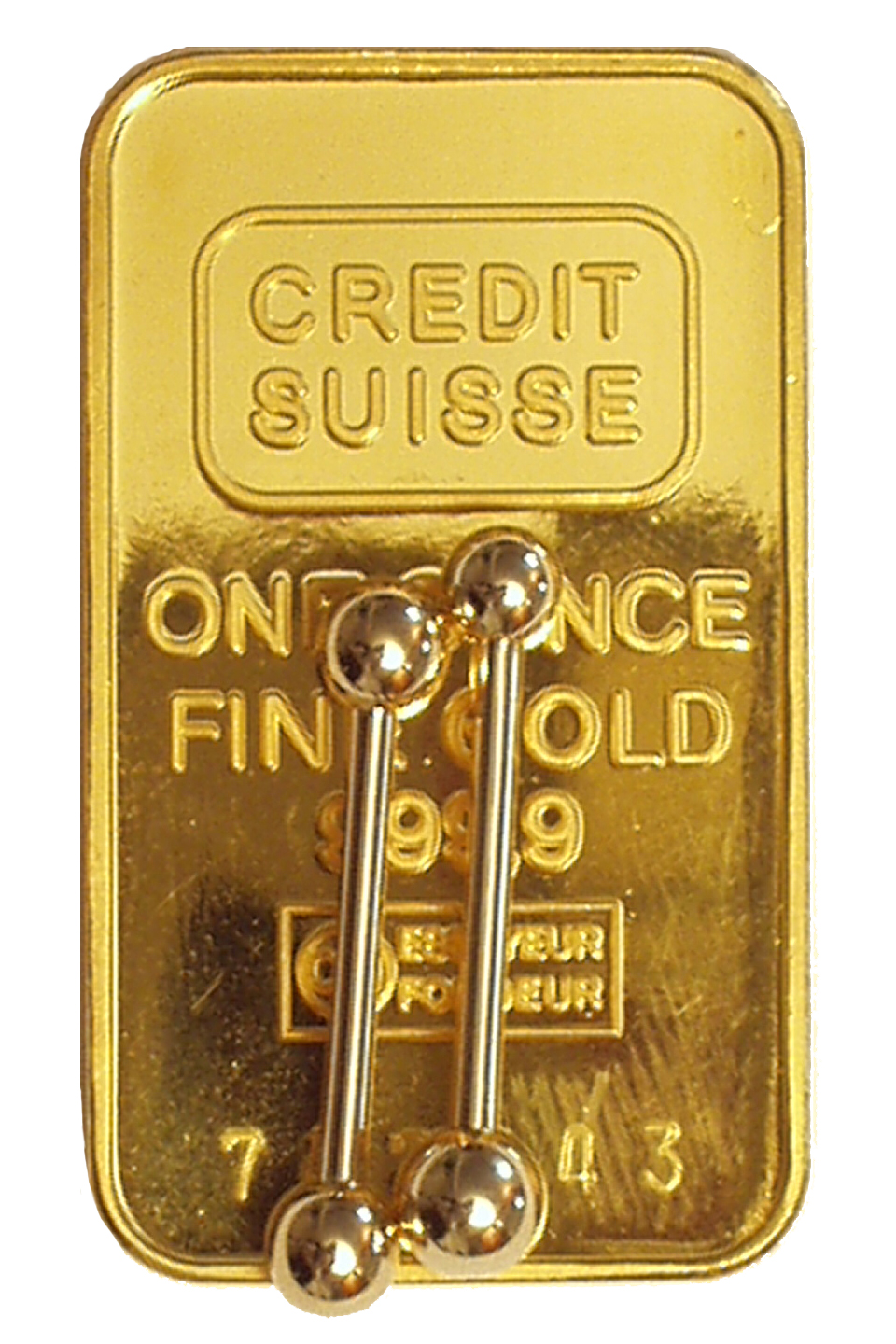
Barbell in oro
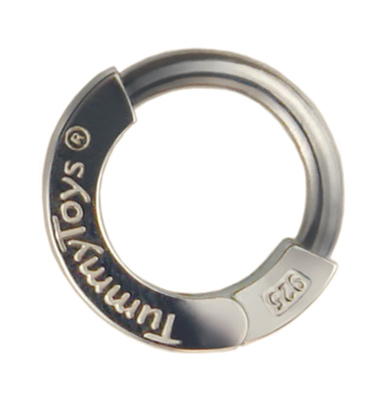
Navel ring
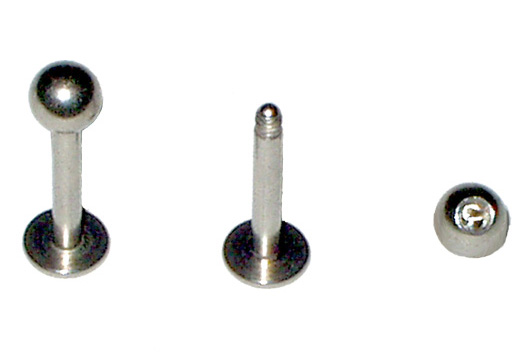
Labret
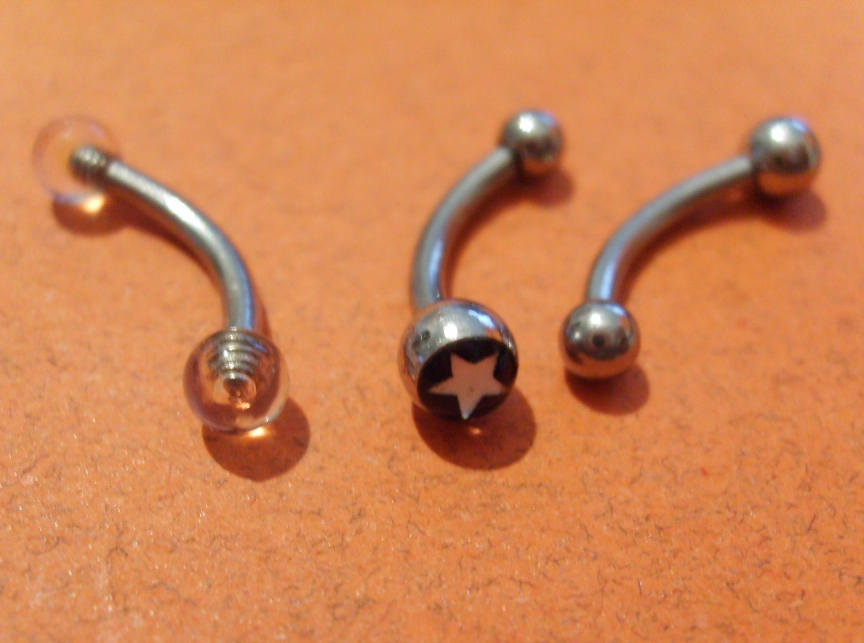
Bananabell
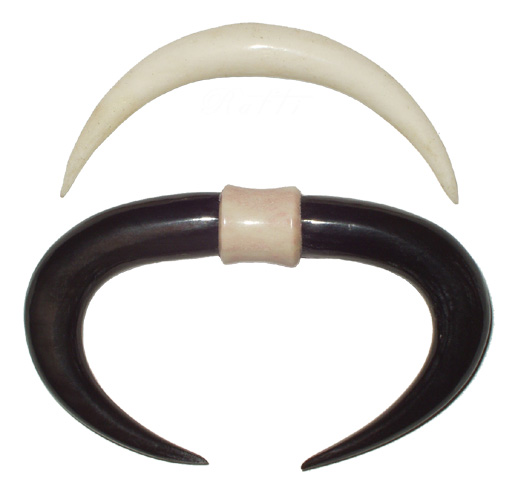
Tusk di corno lavorato a mano
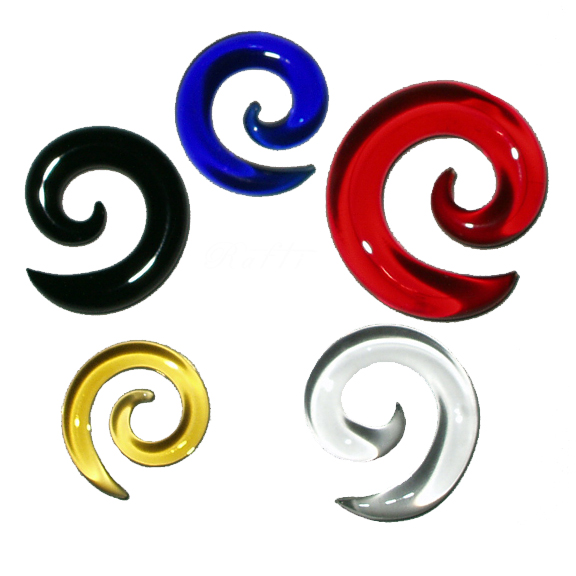
Spirali in vetro
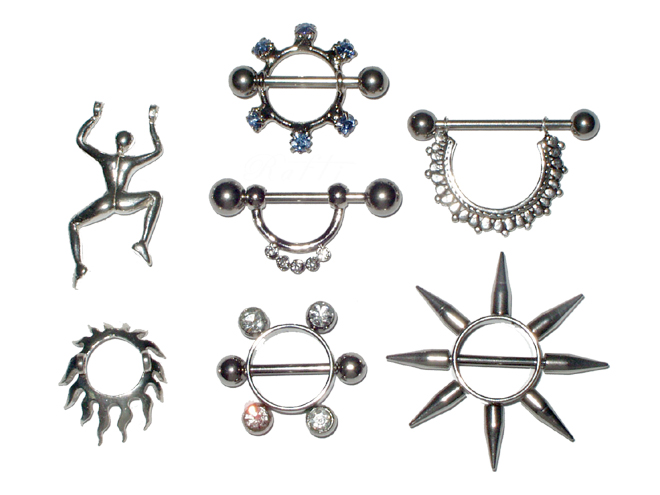
Nipple shield
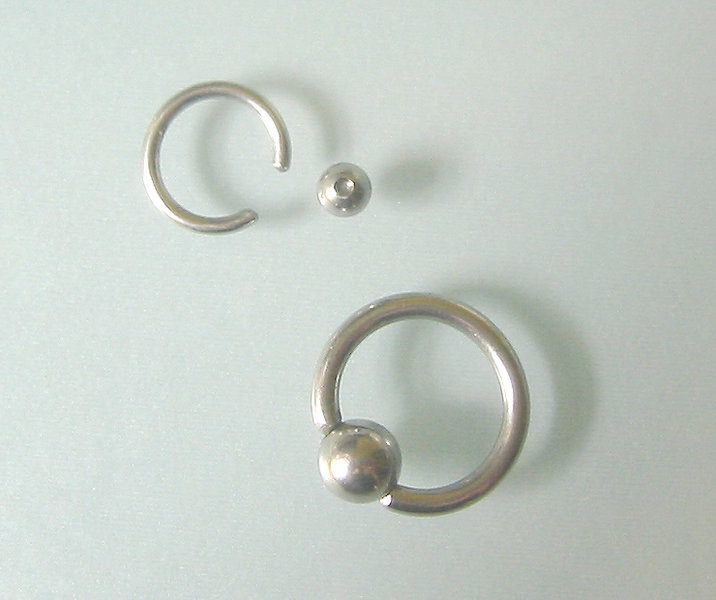
Captive bead ring
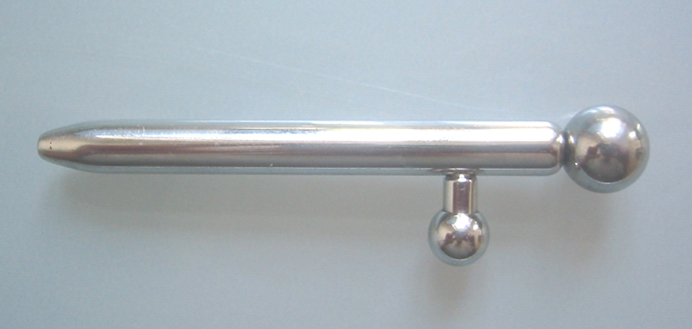
Prince's wand
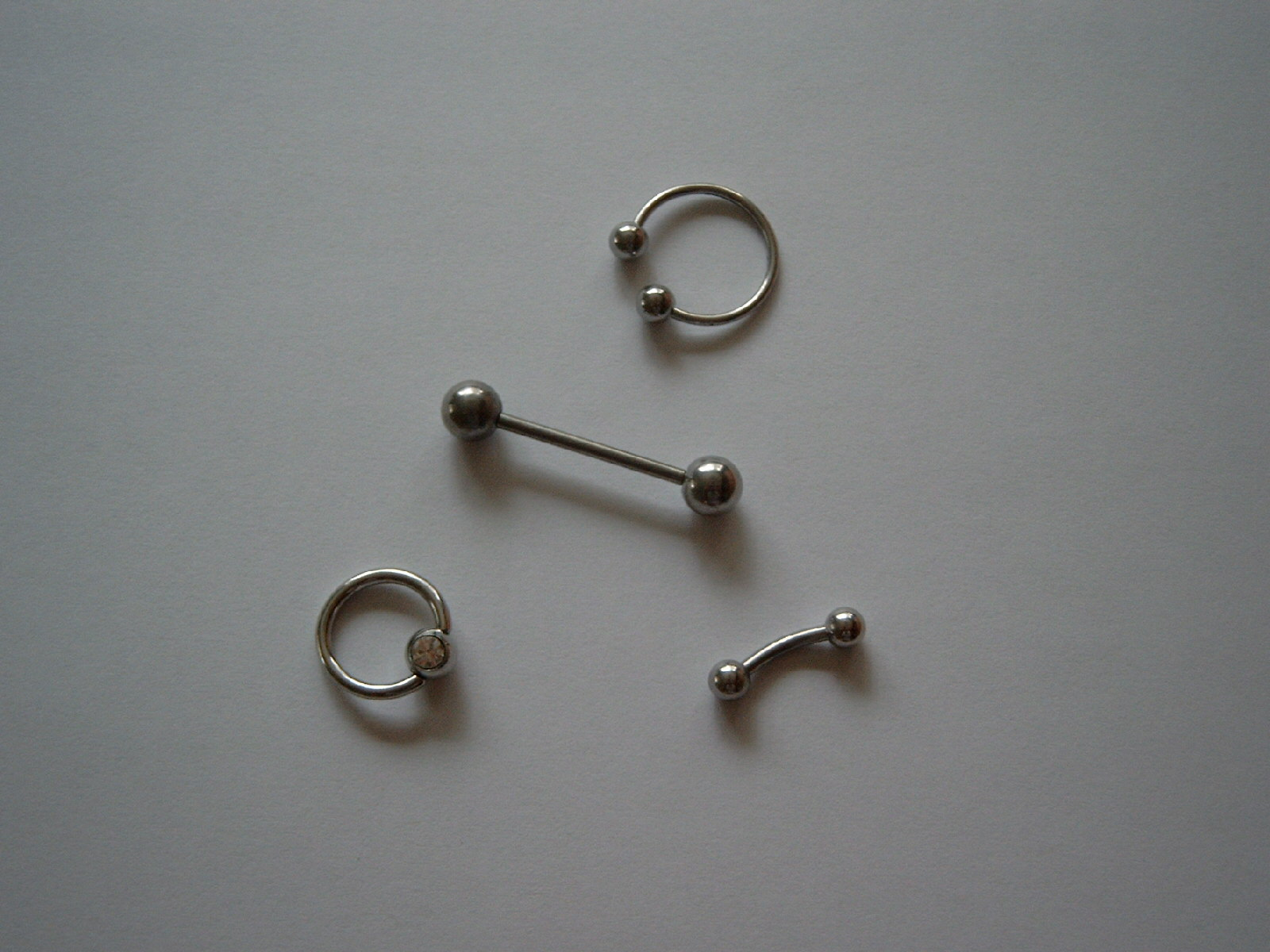
Circular barbell, barbell, ball closure ring e curved barbell
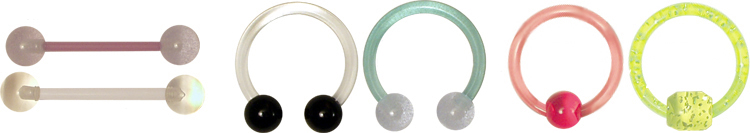
Gioielleria per piercing in plastica
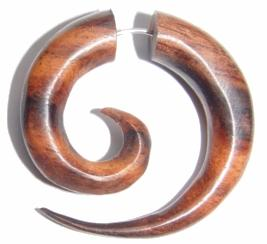
Finto plug
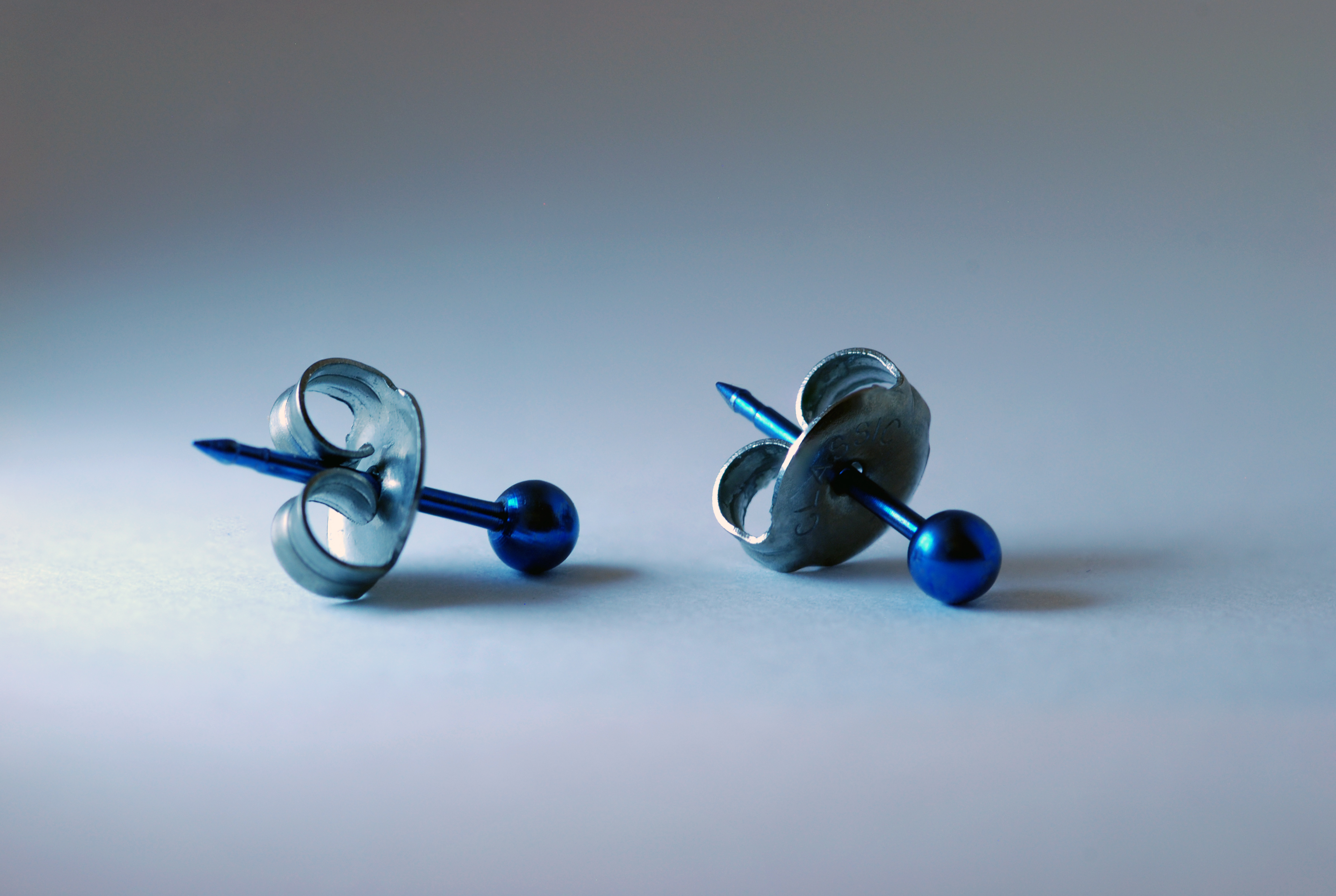
Classici orecchini per piercing del lobo con pistola
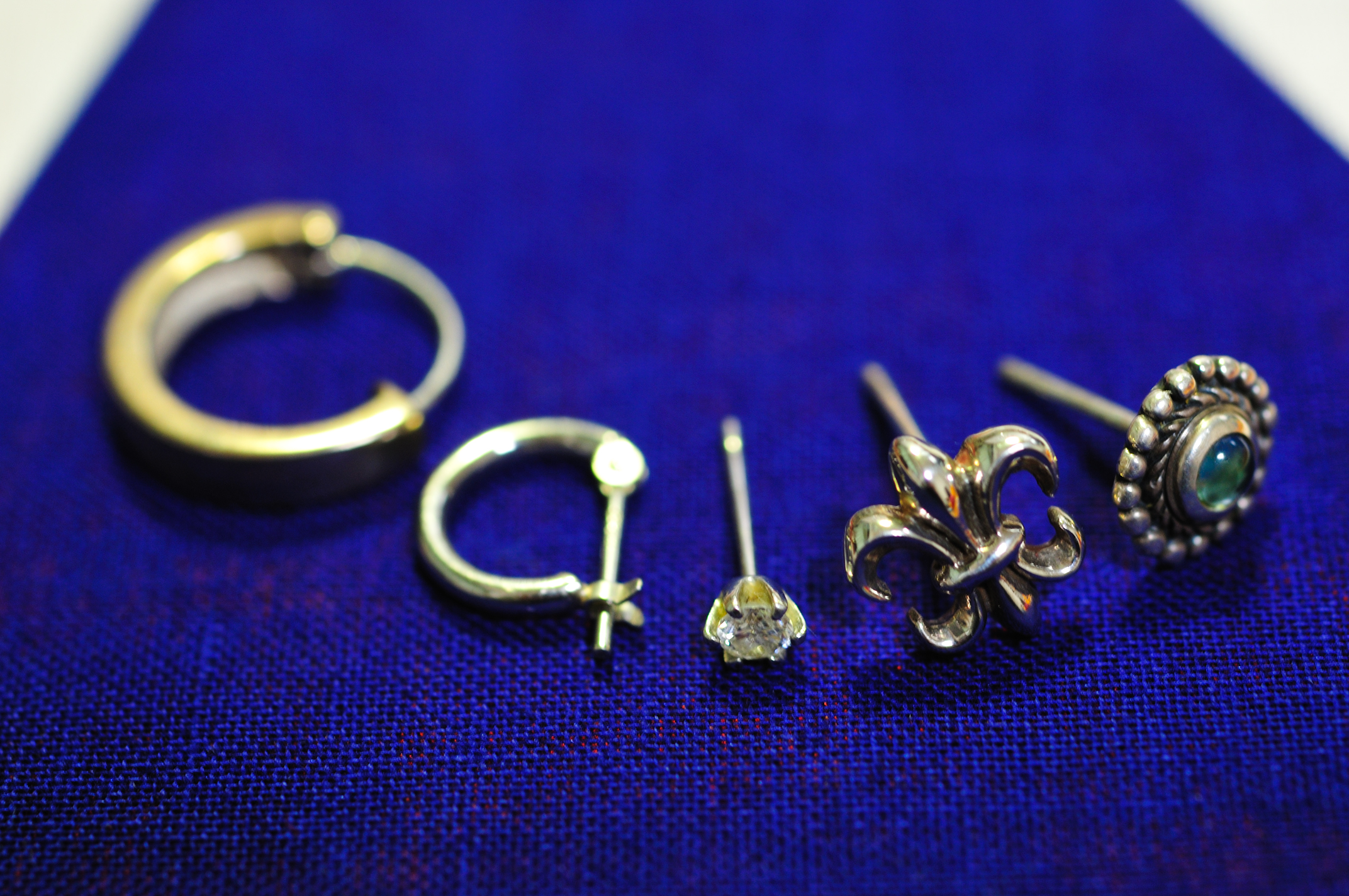
Orecchini di varie fogge

## Materiali
O materiali utilizzati per la produzione della gioielleria per piercing si sono evoluti dall'iniziale utilizzo di oro e argento all'attuale e diffusissimo utilizzo di acciaio chirurgico, titanio, niobio, vetro, vari tipi di plastica (in particolare bioplastica), legno, corno, ambra, pietra, bambù, silicone, avorio fossile, zanne e altri tipi di materiale osseo, porcellana, ecc.